# 林德福 (民主進步黨)
林德福（1955年2月4日—），臺灣政治人物，宜蘭縣五結鄉人，國立政治大學公共行政研究所碩士，曾任宜蘭縣政府文化局局長、行政院體育委員會主任委員、中華民國總統府國策顧問、國立傳統藝術中心主任、教育部體育署署長。
林德福任職宜蘭縣政府文化局局長期間，策劃多項大型活動，如宜蘭國際童玩節、宜蘭綠色博覽會、歡樂宜蘭年、宜蘭盃國際名校划船邀請賽等活動，是民主進步黨「宜蘭經驗」的重要推手。他在行政院體育委員會主任委員任內，促進中華職業棒球聯盟及台灣職棒大聯盟合併為中華職業棒球大聯盟、推動中華職業棒球大聯盟代訓球員制度、推動超級籃球聯賽（SBL）開打、帶領雅典奧運中華台北代表團的組軍與培訓。
林德福任職教育部體育署署長後，完成《國民體育法》修法任務。2017年8月，立法院三讀通過《國民體育法》修正條文。2017年9月，體育改革聯盟在臉書指稱，教育部體育署於9月14日傍晚提出了另一版「有利於現有協會」的章程範本，當中規定新會員入會須經理事會審查、且須在11月30日前入會，並保障團體理事佔近過半席次；林德福當時在臉書嗆網友「不懂法律」，遭質疑護航協會舊勢力，時代力量及公民團體紛紛要求下台。 體育署隨即於9月15日下午召開記者會，針對「新會員入會須經理事會審查」是否違反「全面開放」精神，林德福指出，須經審查係依照《督導各級人民團體實施辦法》第4條、《人民團體選舉罷免辦法》第5條之規定，理事會在召開會議15天前須審定會員資格，而在《國民體育法》修正後「開放人民參與」的精神下，具中華民國國籍、年滿20歲的自然人依規定繳交會費後，「原則皆可加入協會，審查是必要完備之程序」。
2018年6月28日，林德福於教育部體育署署務會報宣布請辭署長，已經開始請假，「後會有期」。教育部體育署副署長王水文表示，他「完全沒有預期到」林德福請辭署長，林德福的辭呈已送交教育部。王水文轉述，林德福在臨別感言中說，他一年三個月的任期不算完美，體育改革過程也有點風雨，但總算順利完成任務。但2018年7月7日《上報》披露，原本林德福向蔡英文政府高層保證，6月18日中華民國足球協會召開臨時會員大會，就可以順利改選理監事；結果6月18日中華足協臨時會員大會「議而不決」，導致林德福「被請辭」。

## 外部連結
- 林德福在台灣棒球維基館上的頁面（繁體中文）

| 中華民國政府職務                   | 中華民國政府職務                                            | 中華民國政府職務                   |
| ---------------------------------- | ----------------------------------------------------------- | ---------------------------------- |
| 行政院                             |                                                             |                                    |
| 前任： 許義雄                      | 行政院體育委員會主任委員 第三任 2002年2月1日－2004年5月20日 | 繼任： 陳全壽                      |
| 前任： 王水文（代理） 正任：何卓飛 | 體育署署長 第二任 2017年3月17日－2018年6月28日              | 繼任： 王水文（代理） 正任：高俊雄 |